# Конрад II фон Хаген-Арнсбург
Конрад II фон Хаген-Арнсбург (на немски: Konrad II von Hagen-Arnsburg; * ок. 1119; † между 1152 и 1166) е господар на Хаген и Арнсбург (днес в Лих), и имперски министериал.

## Произход и управление
Господарите на Хаген управляват като императорски мъже и фогти от замък Хайн в Драйайхенхайн. Тяхната собственост е най-вече във Ветерау и южно от Франкфурт на Майн в Хесен.
Той е син на Конрад I фон Хаген († сл. 1130/ок. 1152) и съпругата му Лиукард († сл. 1129). Внук е на Еберхард фон Хаген († ок. 1093/сл. 1122) и съпругата му Гертруд фон Арнсбург († ок. 1148). Брат е на Еберхард фон Хаген († сл. 1138), баща на Херман I фон Хаген († ок. 1200).
Конрад II и съпругата му Луитгарт подаряват през 1150 г. на територията на бившия римски кастел, недалече от техния замък, бенедиктинския манастир Алтенбург, който принадлежи към абатство Фулда. Затова те получават от Фулда през 1151 г. незаселения Мюнценберг и след 1156 г. местят резиденцията си в новопостроения там замък Мюнценберг.

## Фамилия
Конрад II фон Хаген се жени за Лукард (Луитгард) фон Бикенбах († сл. 1152), дъщеря на Конрад I фон Бикенбах († сл. 1137) и Майнлиндис фон Катценелнбоген († сл. 1156), дъщеря на граф Хайнрих I фон Катценелнбоген († сл. 1102). Те имат децата:
- Куно I фон Мюнценберг (* пр. 1151; † 1207), господар на Мюнценберг, основател на фамилията Хаген-Мюнценберг, женен за Ловегарда фон Нюринген († сл. 1174)
- Луитгард фон Хаген, омъжена I. за Волфрам I фон Франкфурт, майор на Франкфурт на Майн († ок. 1216), II. за Дитрих I фон Майнерзен († сл. 1182)
- Еберхард Варо фон Хаген (* ок. 1135/1140; † сл. 1219), женен I. за неизвестна, II. за Юта фон Хойзенщам († сл. 1232), започва да се нарича фон Хойзенщам
- Агнес фон Хаген († сл. 1189)